# Manteno
Manteno es una villa ubicada en el condado de Kankakee en el estado estadounidense de Illinois. En el Censo de 2010 tenía una población de 9204 habitantes y una densidad poblacional de 709,04 personas por km².

## Geografía
Manteno se encuentra ubicada en las coordenadas 41°15′5″N 87°50′38″O / 41.25139, -87.84389. Según la Oficina del Censo de los Estados Unidos, Manteno tiene una superficie total de 12.98 km², de la cual 12.89 km² corresponden a tierra firme y (0.68%) 0.09 km² es agua.

## Demografía
Según el censo de 2010, había 9204 personas residiendo en Manteno. La densidad de población era de 709,04 hab./km². De los 9204 habitantes, Manteno estaba compuesto por el 95.57% blancos, el 1.17% eran afroamericanos, el 0.26% eran amerindios, el 0.6% eran asiáticos, el 0.02% eran isleños del Pacífico, el 1.09% eran de otras razas y el 1.29% pertenecían a dos o más razas. Del total de la población el 5.66% eran hispanos o latinos de cualquier raza.